# Kraj Saratov
De kraj Saratov (Russisch: Саратовский край)  was een kraj van de RSFSR. De kraj lag in het zuiden van Europees Rusland. De kraj bestond van 10 januari 1934 tot 5 december 1936 . De kraj ontstond uit de kraj Neder-Wolga en ging op in de Wolga-Duitse Autonome Socialistische Sovjetrepubliek en de oblast Saratov. De hoofdstad was Saratov.